# Henk Duut

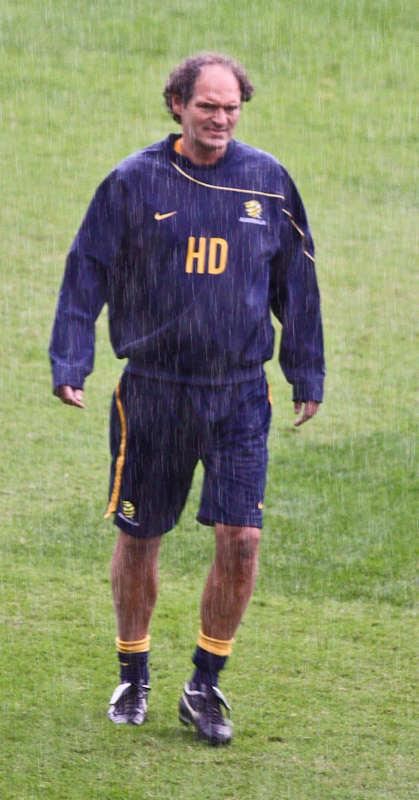
Henk Duut

Henk Duut (Rotterdam, 14 januari 1964) is een voormalig Nederlands profvoetballer.
Henk Duut speelde tien jaar lang als prof bij Feyenoord en Fortuna Sittard. Hij stond bekend als een goede voorstopper en won met het Feyenoord van 1984 de 'dubbel'. Op dat moment speelden ook Johan Cruijff en Ruud Gullit bij Feyenoord.
In 1990 kreeg Duut een hersenbloeding tijdens een training bij zijn club Fortuna Sittard. Na een lange periode van herstel slaagde hij erin om - weliswaar voor korte tijd - terug te keren in het eerste elftal van Fortuna in de eredivisie.
Na zijn voetbalcarrière werd hij jeugdtrainer, hoofd opleidingen en trainer bij Fortuna Sittard. Van 2004 tot en met 2007 was hij assistent-trainer van Feyenoord. Van 2007 tot 2010 was hij assistent-trainer bij het Australisch voetbalelftal onder hoofdtrainer Pim Verbeek. Vervolgens werd hij coach van de Marokkaanse Olympische ploeg (2010-2014). Met deze ploeg plaatste hij zich voor de Olympische Spelen in Londen.Na een goed jaar bij Topsport Limburg (2015-2016) ging hij vervolgens tot medio 2019 werken als coach van de jeugd van Guangzhou Evergrande FC in China.